# Кулакова Галина Олексіївна
Галина Олексіївна Кулакова (рос. Галина Алексеевна Кулакова, 29 квітня 1942) — радянська лижниця, чотириразова олімпійська чемпіонка, п'ятиразова чемпіонка світу, 39-разова чемпіонка СРСР.
Кулакова тренувалася в спортивному товаристві «Труд». На Олімпіаді 1972 в Саппоро вона виборола три золоті медалі: на дистанціях 5 км, 10 км та в естафеті. Через чотири роки в Інсбруку Кулакова отримала ще одну золоту нагороду в естафетній гонці. Вона двічі перемагала в гонці на 10 км на Холменколленському лижному фестивалі в 1970 та 1979 роках.
На Олімпіаді 1976, здобувши 3 місце в гонці на 5 км, Кулакова була дискваліфікована, оскільки, лікуючись від простуди, вжила носовий спрей, в якому була заборонена речовина ефедрін. Зважачи на обставини, за цією дискваліфікацію не послідувала інша — їй дозволили бігти 10 км та естафету.
Спортивну кар'єру Галина Кулакова завершила у 1982. У 1984 нагороджена срібним олімпійським орденом.